# 第9師団 (陸上自衛隊)
第9師団（だいきゅうしだん、JGSDF 9th Division）は、陸上自衛隊の師団のひとつ。東北方面隊直轄にあり、青森県青森市の青森駐屯地に司令部を置く。

## 概要
3個普通科連隊を基幹とし、北東北3県（青森県、岩手県、秋田県）の防衛警備、災害派遣を任務とするほか、民生協力および国際貢献活動を行っている。特に、日本有数の豪雪地帯であるため、冬になると、毎年災害派遣要請に基づいて出動する。

## 沿革

### 第9混成団
- 1956年（昭和31年）12月1日：第9混成団本部および直轄中隊が多賀城駐屯地で編成完結、青森駐屯地へ移駐[1]。
- 1957年（昭和32年）2月21日：第9混成団隷下部隊が編成完結。警備区域は青森県、岩手県[2]。

※ 編成（団本部、本部付中隊、第5普通科連隊、第9特科連隊、第9施設大隊、偵察中隊、通信中隊、武器中隊、補給中隊、衛生中隊等）
- 1959年（昭和34年）3月30日：第122特科大隊が真駒内駐屯地から八戸駐屯地へ移駐し、第9混成団隷下に編入。
- 1960年（昭和35年）1月14日：第9混成団が東北方面隊に編合。第122特科大隊は東北方面隊直轄となる。

1960年頃の主要編成
第5普通科連隊、第9特科連隊
- 1962年（昭和37年）
  - 1月18日：第9混成団第9航空隊（八戸駐屯地）が第9飛行隊に改編され、東北方面航空隊に編合。
  - 8月14日：第5普通科連隊が八戸駐屯地から青森駐屯地に移駐[1]。

### 第9師団
- 1962年（昭和37年）8月15日：第9師団（3個普通科連隊基幹）が青森駐屯地において編成完結。

1. 第9混成団を第9師団に称号変更、乙師団に改編。
2. 第9偵察中隊を第9偵察隊に、第9通信隊を第9通信大隊に、第9衛生中隊を第9衛生隊にそれぞれ称号変更。
3. 第38普通科連隊、第39普通科連隊、第9戦車大隊を八戸駐屯地に、第9対戦車隊を岩手駐屯地に、第9輸送隊を青森駐屯地に新編。

1965年頃の主要編成
第5普通科連隊、第38普通科連隊、第39普通科連隊、第9特科連隊、第9戦車大隊
- 1966年（昭和41年）12月28日：豪雪による青森市災害派遣[1]。
- 1967年（昭和42年）3月27日：火災による災害派遣[1]。
- 1968年（昭和43年）3月25日：第39普通科連隊、第9偵察隊が、八戸駐屯地から弘前駐屯地へ移駐。
- 1970年（昭和45年）
  - 3月31日：第9戦車大隊、第9対戦車隊が八戸駐屯地から岩手駐屯地へ移駐。
  - 5月16日：十勝沖地震による災害派遣。
- 1971年（昭和46年）7月30日：全日空機雫石衝突事故による災害派遣。
- 1975年（昭和50年）8月1日：第9音楽隊を青森駐屯地で新編。
- 1977年（昭和52年）
  - 1月：第32回あすなろ国体冬季大会協力。
  - 12月1日：青森、八戸、弘前および岩手駐屯地に山岳遭難救援隊を編成[3]。
- 1980年（昭和55年）10月22日：陸幕指名対機甲演習（～23日）。
- 1987年（昭和62年）2月12日：日米共同積雪地訓練「つがる87」（～3月1日まで）。
- 1990年（平成02年）3月26日：師団近代化改編。

1. 第5普通科連隊、第38普通科連隊、第39普通科連隊を自動車化連隊に改編。
2. 第9対戦車隊に79式対舟艇対戦車誘導弾を増強配備。
3. 第9特科連隊第6特科大隊を第9高射特科大隊として分離独立、師団直轄とする。
4. 第9武器隊、第9補給隊、第9輸送隊、第9衛生隊を廃止し、第9後方支援連隊を青森駐屯地に新編。
5. 第9偵察隊に電子偵察小隊を新編。
6. 第9師団司令部付隊に化学防護小隊を新編。

1990年頃の主要編成
第5普通科連隊、第38普通科連隊、第39普通科連隊、第9特科連隊、第9高射特科大隊、第9戦車大隊
- 1994年（平成06年）3月28日：東北方面航空隊の第9飛行隊を第9師団隷下に編入。
- 1999年（平成11年）3月29日：第9師団改編。

1. 秋田県が第9師団警備地区に編入。
2. 第6師団隷下の第21普通科連隊（秋田駐屯地）が第9師団に隷属。
3. 第38普通科連隊が八戸駐屯地から多賀城駐屯地へ移駐し、第6師団に編入。
4. 第9対戦車隊が岩手駐屯地から八戸駐屯地に移駐。

- 2002年（平成14年）9月：東ティモールへ部隊派遣（自衛隊東ティモール派遣：師団隷下124名）。
- 2004年（平成16年）
  - 3月29日：第9師団司令部付隊化学防護小隊を廃止・改編し、第9化学防護隊を青森駐屯地に新編。
  - 7月28日：第3次イラク復興支援群派遣（師団隷下545名）（～12月18日）。
- 2005年（平成17年）3月28日：第9通信大隊（師団通信システムの導入）および第9飛行隊の改編。
- 2010年（平成22年）3月26日：即応近代化師団（ゲリラ・コマンド対処型）への改編。

1. 隷下の3個普通科連隊に01式軽対戦車誘導弾および96式装輪装甲車、89式5.56mm小銃を配備[4]。
2. 第9対戦車隊（八戸駐屯地）を廃止。
3. 第9後方支援連隊の武器大隊を廃止し、第1整備大隊、第2整備大隊に改編。連隊本部等が青森駐屯地から八戸駐屯地へ移駐。

- 2020年（令和02年）3月26日：師団改編。

1. 第9特科連隊（岩手駐屯地）を廃止。
2. 第9後方支援連隊第2整備大隊特科直接支援中隊（岩手駐屯地）を廃止。
3. 第9師団司令部に火力調整部を設置[5]。

2020年頃の主要編成
第5普通科連隊、第21普通科連隊、第39普通科連隊、第9戦車大隊、第9高射特科大隊
- 2024年（令和06年）3月21日：第9偵察隊（弘前駐屯地）および第9戦車大隊（岩手駐屯地）を廃止・統合し、第9偵察戦闘大隊を岩手駐屯地に新編[6]。

2024年頃の主要編成
第5普通科連隊、第21普通科連隊、第39普通科連隊、第9偵察戦闘大隊、第9高射特科大隊

## 編成・駐屯地
編成
- 第9師団司令部
- 第5普通科連隊（4個普通科中隊基幹）
- 第21普通科連隊（4個普通科中隊基幹）
- 第39普通科連隊（4個普通科中隊基幹）
- 第9後方支援連隊
- 第9偵察戦闘大隊
- 第9高射特科大隊
- 第9施設大隊
- 第9通信大隊
- 第9飛行隊
- 第9化学防護隊
- 第9師団司令部付隊
- 第9音楽隊

駐屯地
- 青森駐屯地（青森県青森市）
  - 第9師団司令部および同付隊
  - 第5普通科連隊
  - 第9通信大隊
  - 第9化学防護隊
  - 第9音楽隊
- 弘前駐屯地（青森県弘前市）
  - 第39普通科連隊
- 秋田駐屯地（秋田県秋田市）
  - 第21普通科連隊
- 岩手駐屯地（岩手県滝沢市）
  - 第9偵察戦闘大隊
  - 第9高射特科大隊
- 八戸駐屯地（青森県八戸市）
  - 第9後方支援連隊
  - 第9施設大隊
  - 第9飛行隊

## 主要幹部
| 官職名                     | 階級    | 氏名     | 補職発令日     | 前職                                   |
| -------------------------- | ------- | -------- | -------------- | -------------------------------------- |
| 第9師団長                  | 陸将    | 松永康則 | 2025年03月24日 | 北部方面総監部幕僚長 兼 札幌駐屯地司令 |
| 副師団長 兼 青森駐屯地司令 | 陸将補  | 三浦英彦 | 2025年08月01日 | 陸上幕僚監部人事教育部補任課長         |
| 幕僚長                     | 1等陸佐 | 佐藤慎二 | 2024年08月26日 | 北部方面総監部人事部長                 |
| 火力調整部長               | 2等陸佐 | 河合昇   | 2024年03月18日 | 陸上自衛隊富士学校勤務                 |

| 代                           | 氏名                  | 在職期間                                                 | 出身校・期                       | 前職                                           | 後職                                       |                       |
| 第9混成団長（陸将補）        | 第9混成団長（陸将補） | 第9混成団長（陸将補）                                    | 第9混成団長（陸将補）            | 第9混成団長（陸将補）                          | 第9混成団長（陸将補）                      | 第9混成団長（陸将補） |
| ---------------------------- | --------------------- | -------------------------------------------------------- | -------------------------------- | ---------------------------------------------- | ------------------------------------------ | --------------------- |
| 01                           | 吉橋戒三              | 1956年12月01日 - 1959年03月16日                          | 陸士39期・ 陸大50期              | 防衛大学校幹事 →1956年11月19日 第6管区総監部付 | 第5管区総監                                |                       |
| 02                           | 竹下正彦              | 1959年03月17日 - 1961年07月31日 ※1961年07月01日 陸将昇任 | 陸士42期・ 陸大51期              | 防衛大学校幹事                                 | 第4管区総監                                |                       |
| 03                           | 平岡與一郎            | 1961年08月01日 - 1962年08月14日 ※1962年07月01日 陸将昇任 | 陸士41期・ 陸大51期              | 陸上幕僚監部通信課長                           | 第9師団長                                  |                       |
| 第9師団長（陸将・指定職1号） |                       |                                                          |                                  |                                                |                                            |                       |
| 01                           | 平岡與一郎            | 1962年08月15日 - 1964年07月15日                          | 陸士41期・ 陸大51期              | 第9混成団長                                    | 陸上幕僚監部付 →1965年1月1日 退職          |                       |
| 02                           | 島貫重節              | 1964年07月16日 - 1966年06月30日 ※1965年01月01日 陸将昇任 | 陸士45期・ 陸大53期              | 陸上幕僚監部第1部長 （陸将補）                 | 東北方面総監                               |                       |
| 03                           | 三岡健次郎            | 1966年07月01日 - 1969年06月30日                          | 陸士46期・ 陸大55期              | 中部方面総監部幕僚長 兼 伊丹駐とん地司令       | 退職                                       |                       |
| 04                           | 齋藤稔                | 1969年07月01日 - 1972年03月15日                          | 京都帝国大学 昭和14年卒          | 北部方面総監部幕僚長 兼 札幌駐とん地司令       | 東北方面総監部付 →1972年7月1日 退職        |                       |
| 05                           | 中村定臣              | 1972年03月16日 - 1973年06月30日                          | 陸士53期・ 陸大60期              | 陸上幕僚監部第3部長                            | 防衛大学校幹事                             |                       |
| 06                           | 馬來祥介              | 1973年07月01日 - 1974年06月30日                          | 陸士53期                         | 北部方面総監部幕僚長 兼 札幌駐とん地司令       | 陸上自衛隊航空学校長 兼 明野駐とん地司令   |                       |
| 07                           | 坂本力                | 1974年07月01日 - 1976年10月14日                          | 東京帝国大学 昭和19年卒          | 統合幕僚会議事務局第1幕僚室長                  | 陸上自衛隊幹部学校長                       |                       |
| 08                           | 高田不二男            | 1976年10月15日 - 1979年06月30日                          | 陸士57期                         | 北部方面総監部幕僚長 兼 札幌駐とん地司令       | 退職                                       |                       |
| 09                           | 瀧武正                | 1979年07月01日 - 1981年05月31日                          | 陸士59期                         | 自衛隊東京地方連絡部長                         | 中部方面総監                               |                       |
| 10                           | 松浦昇                | 1981年06月01日 - 1983年03月15日                          | 陸士60期                         | 陸上自衛隊通信学校長 兼 久里浜駐とん地司令     | 東北方面総監                               |                       |
| 11                           | 増岡鼎                | 1983年03月16日 - 1985年06月30日                          | 名幼47期・ 早稲田大学 昭和25年卒 | 自衛隊東京地方連絡部長                         | 東部方面総監                               |                       |
| 12                           | 白井明雄              | 1985年07月01日 - 1986年06月16日                          | 4期幹候                          | 陸上自衛隊東北地区補給処長                     | 退職                                       |                       |
| 13                           | 志摩篤                | 1986年06月17日 - 1987年07月06日                          | 防大1期                          | 陸上幕僚監部教育訓練部長                       | 防衛大学校幹事                             |                       |
| 14                           | 栗岡武郎              | 1987年07月07日 - 1988年07月06日                          | 防大2期                          | 富士教導団長                                   | 退職                                       |                       |
| 15                           | 重松惠三              | 1988年07月07日 - 1990年03月15日                          | 防大3期                          | 統合幕僚会議事務局第5幕僚室長                  | 防衛大学校幹事                             |                       |
| 16                           | 横地貞                | 1990年03月16日 - 1992年06月15日                          | 防大4期                          | 陸上幕僚監部装備部長                           | 西部方面総監                               |                       |
| 17                           | 藤原博                | 1992年06月16日 - 1995年03月22日                          | 防大6期                          | 西部方面総監部幕僚長 兼 健軍駐屯地司令         | 陸上自衛隊幹部学校長 兼 目黒駐屯地司令     |                       |
| 18                           | 岸良征                | 1995年03月23日 - 1996年06月30日                          | 防大6期                          | 陸上自衛隊施設学校長 兼 勝田駐屯地司令         | 退職                                       |                       |
| 19                           | 酒巻尚生              | 1996年07月01日 - 1997年10月12日                          | 防大10期                         | 陸上幕僚監部教育訓練部長                       | 統合幕僚会議事務局長                       |                       |
| 20                           | 小栁毫向              | 1997年10月13日 - 1999年12月09日                          | 防大11期                         | 陸上幕僚監部教育訓練部長                       | 陸上自衛隊幹部学校長 兼 目黒駐屯地司令     |                       |
| 21                           | 鈴木通彦              | 1999年12月10日 - 2000年04月27日                          | 防大13期                         | 陸上幕僚監部教育訓練部長                       | 退職 ※                                     |                       |
| 22                           | 小早川達彦            | 2000年04月28日 - 2003年03月26日                          | 防大12期                         | 東部方面総監部幕僚長 兼 朝霞駐屯地司令         | 退職                                       |                       |
| 23                           | 折木良一              | 2003年03月27日 - 2004年08月29日                          | 防大16期                         | 陸上幕僚監部装備部長                           | 陸上幕僚副長                               |                       |
| 24                           | 廣瀬誠                | 2004年08月30日 - 2005年07月27日                          | 防大17期                         | 陸上幕僚監部教育訓練部長                       | 陸上幕僚副長                               |                       |
| 25                           | 角裕行                | 2005年07月28日 - 2007年07月02日                          | 防大16期                         | 陸上自衛隊航空学校長                           | 退職                                       |                       |
| 26                           | 三本明世              | 2007年07月03日 - 2009年03月23日                          | 防大19期                         | 北部方面総監部幕僚長 兼 札幌駐屯地司令         | 陸上自衛隊富士学校長 兼 富士駐屯地司令     |                       |
| 27                           | 林一也                | 2009年03月24日 - 2011年08月04日                          | 防大21期                         | 統合幕僚監部運用部長                           | 統合幕僚学校長                             |                       |
| 28                           | 田邉揮司良            | 2011年08月05日 - 2012年07月25日                          | 防大24期                         | 陸上幕僚監部装備部長                           | 防衛大学校幹事                             |                       |
| 29                           | 田口義則              | 2012年07月26日 - 2013年08月21日                          | 東京学芸大学 昭和56年卒          | 第5旅団長                                      | 陸上自衛隊補給統制本部長 兼 十条駐屯地司令 |                       |
| 30                           | 高橋勝夫              | 2013年08月22日 - 2014年08月04日                          | 防大25期                         | 東北方面総監部幕僚長 兼 仙台駐屯地司令         | 統合幕僚学校長                             |                       |
| 31                           | 山崎幸二              | 2014年08月05日 - 2015年03月29日                          | 防大27期                         | 陸上幕僚監部人事部長                           | 統合幕僚副長                               |                       |
| 32                           | 湯浅悟郎              | 2015年03月29日 - 2016年06月30日                          | 防大28期                         | 陸上幕僚監部装備部長                           | 陸上幕僚副長                               |                       |
| 33                           | 納富中                | 2016年07月01日 - 2018年07月31日                          | 防大29期                         | 東北方面総監部幕僚長 兼 仙台駐屯地司令         | 防衛大学校幹事                             |                       |
| 34                           | 岩村公史              | 2018年08月01日 - 2020年03月17日                          | 防大29期                         | 第12旅団長                                     | 退職                                       |                       |
| 35                           | 亀山慎二              | 2020年03月18日 - 2022年07月31日                          | 防大31期                         | 第11旅団長                                     | 退職                                       |                       |
| 36                           | 田尻祐介              | 2022年08月01日 - 2024年03月27日                          | 防大32期                         | 統合幕僚学校長                                 | 退職                                       |                       |
| 37                           | 藤岡史生              | 2024年03月28日 - 2025年03月23日                          | 防大36期                         | 陸上幕僚監部人事教育部長                       | 防衛大学校副校長                           |                       |
| 38                           | 松永康則              | 2025年03月24日 -                                         | 防大34期                         | 北部方面総監部幕僚長 兼 札幌駐屯地司令         |                                            |                       |

※：東富士演習場違法射撃事件の項を参照されたし。

## 隷下にあった部隊
第9師団長直轄部隊を記述する。
1990年（平成2年）3月25日廃止
- 第9武器隊（青森駐屯地）：第9後方支援連隊の隷下部隊に改編。
- 第9補給隊（青森駐屯地）：第9後方支援連隊の隷下部隊に改編。
- 第9輸送隊（青森駐屯地）：第9後方支援連隊の隷下部隊に改編。
- 第9衛生隊（青森駐屯地）：第9後方支援連隊の隷下部隊に改編。

1999年（平成11年）3月29日移駐
- 第38普通科連隊（八戸駐屯地）：多賀城駐屯地へ移駐し、第6師団に編入。

2010年（平成22年）3月25日廃止
- 第9対戦車隊（八戸駐屯地）：

2020年（令和2年）3月26日廃止
- 第9特科連隊（岩手駐屯地）：東北方面特科連隊本部、第2特科大隊および第4特科大隊に改組[10][11]。

2024年（令和6年）3月20日廃止
- 第9戦車大隊（岩手駐屯地）：第9偵察隊と統合し、第9偵察戦闘大隊に改編[6]。
- 第9偵察隊（弘前駐屯地）：第9戦車大隊と統合し、第9偵察戦闘大隊に改編[6]。